# Iles Pinarellu et Roscana
Iles Pinarellu et Roscana este o arie protejată (arie specială de conservare — SAC, sit de importanță comunitară — SCI) din Franța întinsă pe o suprafață de 20 ha, integral pe uscat.

## Localizare
Centrul sitului Iles Pinarellu et Roscana este situat la coordonatele 41°40′14″N 9°23′35″E / 41.67056°N 9.39306°E.

## Înființare
Situl Iles Pinarellu et Roscana a fost declarat sit de importanță comunitară în iulie 2003 pentru a proteja 1 specie de plante și 4 specii de animale. Situl a fost protejat și ca arie specială de conservare în martie 2008.

## Biodiversitate
Situată în ecoregiunea mediteraneană, aria protejată conține 5 habitate naturale: Peșteri inaccesibile publicului, Formațiuni scunde de Euphorbia în apropierea falezelor, Matorral arborescenți cu Juniperus spp., Tufărișuri termo-mediteraneene și de pre-deșert, Faleze cu vegetație de Limonium spp. endemic de pe coastele mediteraneene.
La baza desemnării sitului se află mai multe specii protejate:
- plante (1): Silene velutina
- mamifere (3): liliac cu aripi lungi (Miniopterus schreibersii), liliac cu picioare lungi (Myotis capaccinii), liliacul mare cu potcoavă (Rhinolophus ferrumequinum)
- reptile (1): Euleptes europaea

Pe lângă speciile protejate, pe teritoriul sitului au mai fost identificate 4 specii de plante, 5 specii de păsări, 1 specie de reptile.